# 圣让德里沃
圣让德里沃（法語：Saint-Jean-de-Rives，法語發音：[sɛ̃ ʒɑ̃ də ʁiv]）是法国奧克西塔尼大區塔恩省的一个市镇，属于卡斯特尔区。

## 地理
圣让德里沃（43°44'36"N, 1°46'30"E）面积6.02 平方千米，位于法国奧克西塔尼大區塔恩省，该省份为法国南部内陆省份，北起顺时针与阿韦龙省、埃罗省、奥德省、上加龙省和塔恩-加龙省接壤。
与圣让德里沃接壤的市镇（或旧市镇、城区）包括：圣利厄莱拉沃尔、昂布尔、日鲁桑斯、拉沃尔、吕冈。

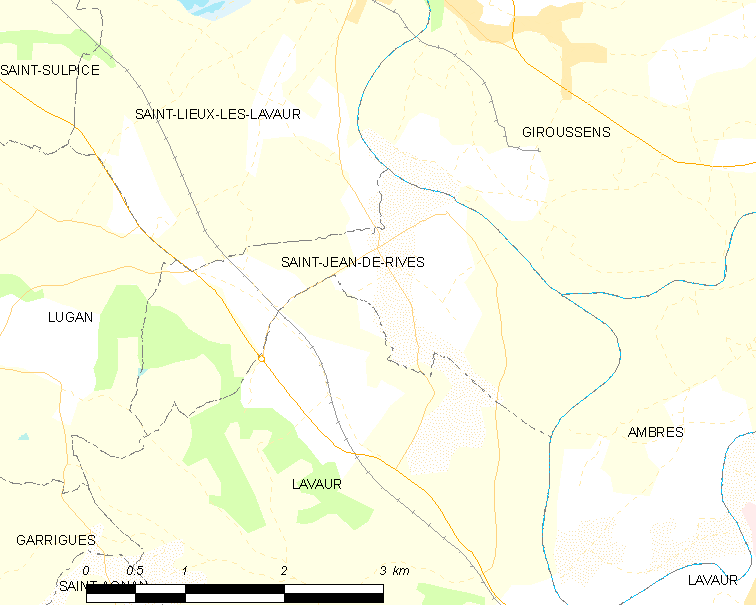
圣让德里沃的OSM定位图

圣让德里沃的时区为UTC+01:00、UTC+02:00（夏令时）。

## 行政
圣让德里沃的邮政编码为81500，INSEE市镇编码为81255。

## 政治
圣让德里沃所属的省级选区为塔恩之门县。

## 人口

1962-2008年间圣让德里沃人口变化图示

圣让德里沃于2022年1月1日时的人口数量为512人。